# Stazione di Norrköping Centrale
La stazione centrale di Norrköping (in svedese Norrköpings centralstation) è la stazione ferroviaria principale di Norrköping, Svezia.